# Lo estás haciendo muy bien (y otras canciones prohibidas)
Lo estás haciendo muy bien (y otras canciones prohibidas) fue una recopilación de los discos previos de la banda viguesa Semen Up.
Fue publicado en 1996, recoge once temas. El grupo ya estaba disuelto, Alberto Comesaña ya llevaba tres discos editados en el grupo Amistades Peligrosas cuando salió esta recopilación de sus grandes éxitos.
El título es el del primer disco (incluye todas las pistas de aquel al comienzo del disco) con una extensión que hacía hincapié en lo polémico de sus letras quizás con intención de atraer al público.

## Lista de canciones
1. «Lo estás haciendo muy bien»
2. «Bésame»
3. «La máquina»
4. «No insistas»
5. «Introducción: Sólo me puedo bastar»
6. «Amor de invernadero»
7. «No te burles»
8. «Tú y yo, en el sofá»
9. «Tú y yo, en la cama»
10. «Amor de invernadero (mix)»
11. «Lo estás haciendo muy mal»

- Datos: Q16592287